# São Julião (Santarém)
São Julião era uma antiga freguesia de Santarém, situada na zona alta da cidade. A paróquia, já existente nos finais do século XII, foi extinta e integrada na de Santo Estêvão do Milagre no século XIX. Pouco depois, em 1851, também esta paróquia haveria de ser extinta, por decisão de D. Guilherme, Patriarca de Lisboa. O antigo território da paróquia foi então integrado na de Marvila.
A Igreja tinha a orientação Este-Oeste, ficando a entrada do lado Oeste e situava-se no início da actual Travessa de S. Julião Nº 13. Foi propriedade real tendo D. Dinis doado ao Mosteiro das religiosas de S. Bernardo de Odivelas (actual Instituto de Odivelas) a 27 de Fevereiro de 1295. Ficou parcialmente destruída com o Terramoto de 1755:
"A Igreja da minha paróquia caiu com o terramoto ficando-lhe tão somente a Capela-Mor com o Coro que tem pelo lado de trás e as duas capelas colaterias que ficam de uma parte e da outra na parede do arco da mesma capela-mor; todo o mais corpo da igreja caíu e se acha presentemente remodelado, de madeira por modo de barraca; a sua figura antes do terramoto era quadrada de três arcos defronte (?) por cada nave, obra Moraica, sobre colunas muito baixas que nos capiteis tinham uma (?) voluta de ordem jónica, com tal artefício, que as pedras pouco mais deviam à arte que à natureza" (Prior de S. Julião Fernando(?) de Santos(?))
"O seu orago é S. Julião, tem 3 altares, o mor, em que está o Sacrário e colocado o Santo e dois colaterais, da parte da epístola é de Santa Catarina e da parte do Evangelho está a Senhora da Piedade; tem três naves e Irmandade do Santíssimo Sacramento".
A Igreja foi demolida nos anos 1990 do século XIX. Em 1890, pertencia a Duprieux.